# Лудранський Врх
Лудранський Врх (словен. Ludranski Vrh) — поселення в общині Чрна-на-Корошкем, Регіон Корошка, Словенія. Висота над рівнем моря: 1039,2 м.